# Black Hand Inn
Black Hand Inn è l'ottavo album in studio del gruppo musicale heavy metal tedesco Running Wild, pubblicato nel 1994 dalla Noise Records.

## Il disco
È un concept album, a sfondo piratesco, incentrato sulla figura di un vecchio pirata condannato al rogo per stregoneria e che, resuscitato, si trova a dover affrontare l'Armageddon.

## Critica
Rock Hard assegnò al disco un punteggio di 9/10, mentre Sputnikmusic lo valutò con quattro stelle e mezza su cinque. Sempre il periodico Rock Hard lo incluse, alla posizione numero 394, nel suo catalogo dei 500 migliori album rock e metal di sempre.

## Tracce

### Lato A
Testi e musiche di Rolf Kasparek.
1. The Curse – 3:15
2. Black Hand Inn – 4:32
3. Mr. Deadhead – 4:02
4. Soulless – 4:57
5. The Privateer – 4:21
6. Fight the Fire of Hate – 6:38

### Lato B
1. The Phantom of Black Hand Hill – 6:25
2. Freewind Rider – 5:15
3. Powder & Iron – 5:18
4. Dragonmen – 5:42
5. Genesis (the Making and the Fall of Man) – 15:18

### Bonus Track (CD)
1. Poisoned Blood – 3:42 – dal singolo The Privateer

### Bonus Tracks (edizione giapponese)
1. Poisoned Blood – 3:42 – dal singolo The Privateer
2. Dancing on a Minefield – 5:00 – dal singolo The Privateer

## Formazione
- Rolf Kasparek - voce, chitarra
- Thilo Herrmann - chitarra
- Thomas Smuszynski - basso
- Jörg Michael - batteria